# Disembolus sacerdotalis
Disembolus sacerdotalis is een spinnensoort in de taxonomische indeling van de hangmatspinnen (Linyphiidae).
Het dier behoort tot het geslacht Disembolus. De wetenschappelijke naam van de soort werd voor het eerst geldig gepubliceerd in 1933 door Crosby & Bishop.